# Sedlák

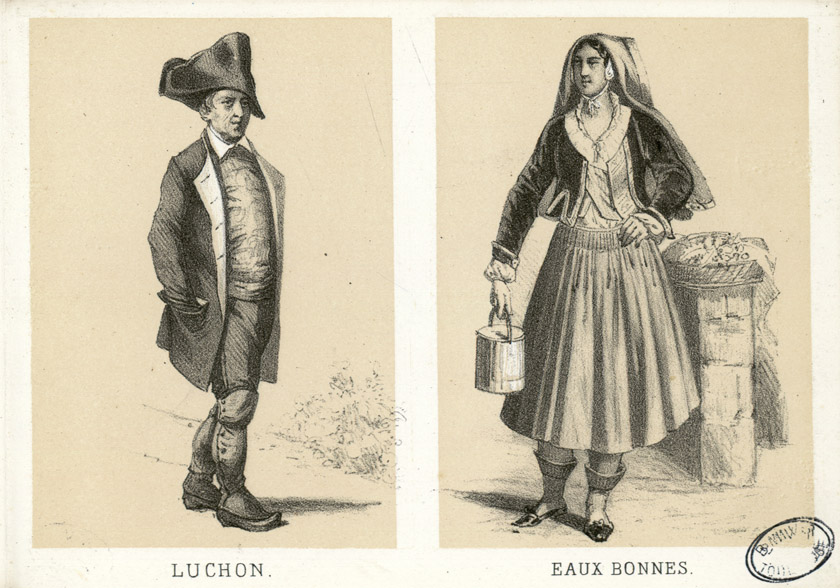
Francouzský sedlák a selka v polovině devatenáctého století

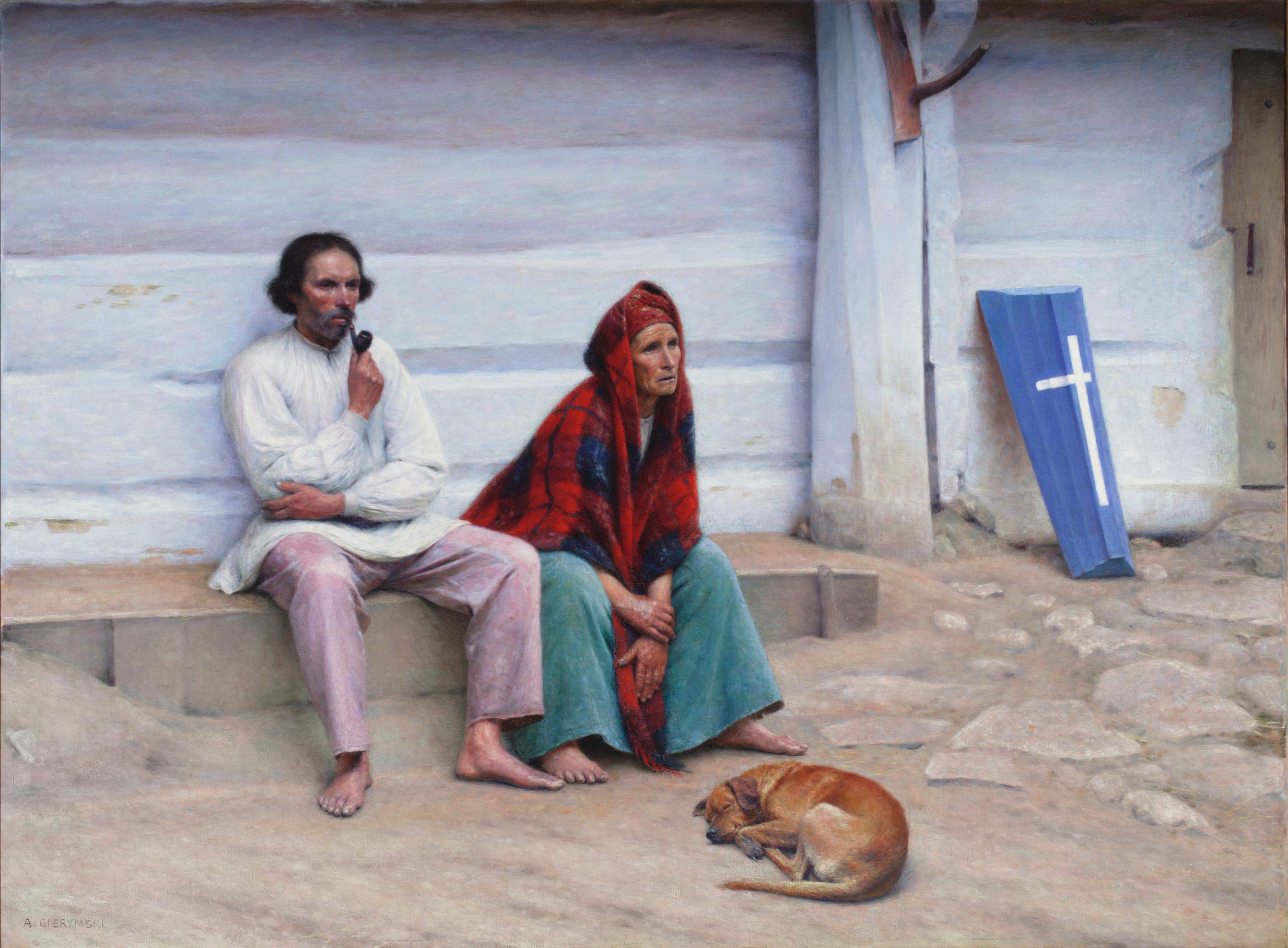
Polský selský pár na konci devatenáctého století

Sedlák (latinsky rusticus, německy Bauer) je dnes příliš neužívané označení pro většího zemědělce vlastnícího statek (obytný dům s hospodářským zázemím). Podle tradičního rozčlenění českých zemědělců (nepočítáno šlechtický velkostatek) byl sedlák největším zemědělcem ve vsi, menšími byli chalupníci, zahradníci a nejmenšími majiteli nemovitostí byli domkáři (též baráčníci).
Zejména s prosazováním emfyteutického práva se ustálilo dělení vesnice na lány – lán byly polnosti, které obhospodařoval jeden zemědělec (sedlák). Odsud se také odvíjí názvy tříd jednotlivých zemědělců (když se později ucelené statky rozdrobovaly): celoláník byl celosedlák, později se objevovali půlláníci (poloviční sedláci), čtvrtláníci (čtvrtníci). Čtvrtina lánu se někdy udává jako hranice mezi sedlákem a chalupníkem apod.
Sedlák se obecně jako označení začal používat v 16. století v tzv. selských řádech vydávaných vrchností (tj. oznámení vrchnosti jak a v čem se zachovat na daném panství, kde byl řád vydán).